# Vånga, Kristianstads kommun
Vånga (även Villands Vånga som är namnet för postorten) är kyrkbyn i Vånga socken i Villands härad och en tätort i Kristianstads kommun i Skåne län, belägen i den norra delen av kommunen.
I Vångas närhet finns stora bokskogar, den mytomspunna Kastagropen och Döda byn.

## Befolkningsutveckling
| Befolkningsutvecklingen i Vånga 1990–2020 | Befolkningsutvecklingen i Vånga 1990–2020 | Befolkningsutvecklingen i Vånga 1990–2020 | Befolkningsutvecklingen i Vånga 1990–2020 | Befolkningsutvecklingen i Vånga 1990–2020 |
| ----------------------------------------- | ----------------------------------------- | ----------------------------------------- | ----------------------------------------- | ----------------------------------------- |
|                                           |                                           |                                           |                                           |                                           |
| År                                        |                                           |                                           | Folkmängd                                 | Areal (ha)                                |
| 1990                                      | 1990                                      |                                           | 149                                       | 31#                                       |
| 1995                                      | 1995                                      |                                           | 167                                       | 28#                                       |
| 2000                                      | 2000                                      |                                           | 164                                       | 29#                                       |
| 2005                                      | 2005                                      |                                           | 155                                       | 29#                                       |
| 2010                                      | 2010                                      |                                           | 153                                       | 31#                                       |
| 2015                                      | 2015                                      |                                           | 241                                       | 117                                       |
| 2020                                      | 2020                                      |                                           | 259                                       | 111                                       |
| Anm.: Ny tätort 2015. # Som småort.       |                                           |                                           |                                           |                                           |

## Näringsliv

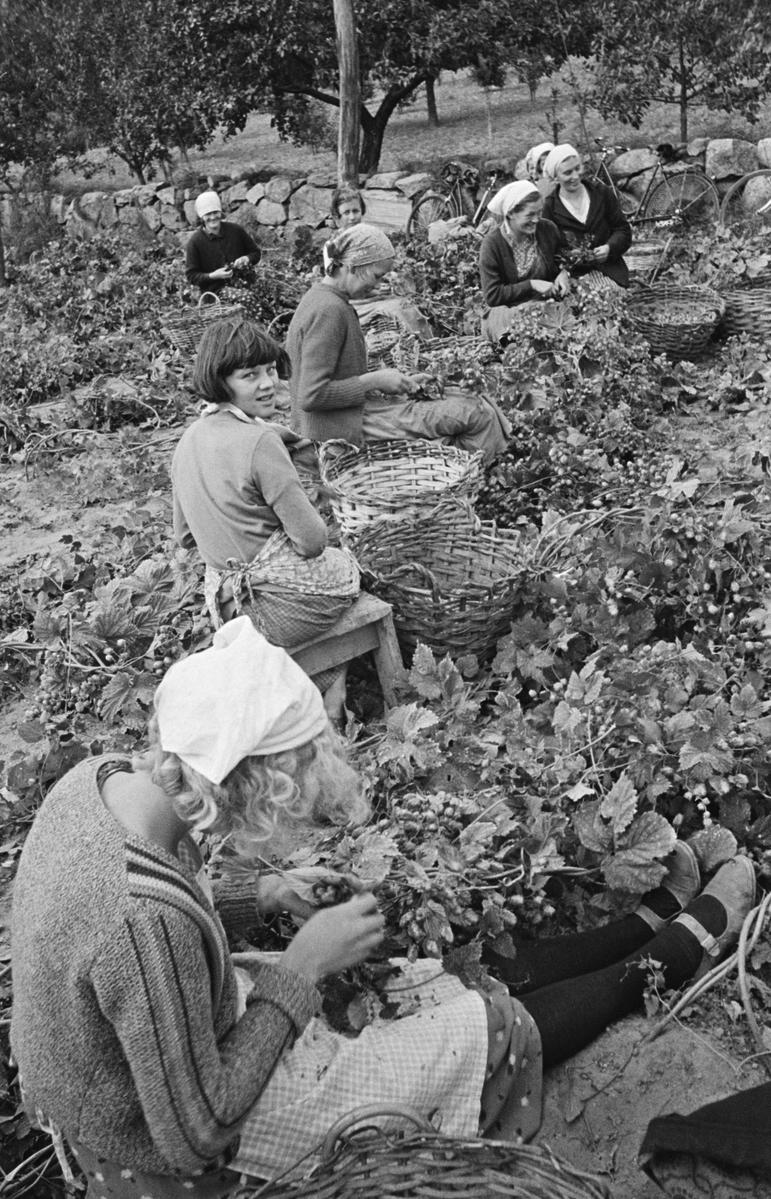
Humleplockning i Vångatrakten, 1937.

Landskapet runt Vånga passar bra för fruktodling, såsom äpple och päron, men även plommon och andra frukter odlas här. I september varje år anordnas en lokal skördefest. Andra näringar är till exempel plåtslageri, fruktpackeri, vandrarhem och många bondgårdar. Det finns även några stenbrott där man bland annat bryter den röda Vångagraniten.

## Sport
I byn finns en skidbacke, Vångabacken, med tre skidliftar och flera nedfarter. Backen används på sommaren till andra aktiviteter såsom downhill och hillrolling.